# Tippeligaen 2008
La temporada de la Tippeligaen 2008 comenzó el 29 de marzo de 2008 y terminó el 2 de noviembre de 2008. Brann defendía el título logrado en el Campeonato de Liga de 2007, su tercer título.
Stabæk se aseguró su primer título tras derrotar 6-2 a Vålerenga en la penúltima jornada. HamKam descendió a Adeccoligaen, mientras que Aalesunds se mantenía tras superar a Sogndal en el play-off.
En 2009, el número de equipos de la Tippeligaen pasa de catorce a dieciséis. Para llevar a cabo tal expansión, sólo un equipo bajó esta temporada automáticamente a la Adeccoligaen, mientras que los tres mejores equipos de la Adeccoligaen escendieron automáticamente. Como en años anteriores, hubo un partido de desempate, de ida y vuelta, al final de la temporada, esta vez entre el 13º equipo clasificado de la Tippeligaen y el 4º mejor equipo de la Adeccoligaen.

## Clasificación liguera
J = Partidos jugados; G = Partidos ganados; E = Partidos empatados; P = Partidos perdidos; GF = Goles a favor; GC = Goles en contra; DG = Diferencia de goles; PTS = Puntos; C = Campeón; D = Descendido

## Resultados
Para leer esta tabla, el equipo de casa se muestra en la columna de la izquierda.
|              | B/G | SKB | FFK | HK  | LSK | LYN | MFK | RBK | STB | SIF | TIL | VIK | VIF | AAFK |
| ------------ | --- | --- | --- | --- | --- | --- | --- | --- | --- | --- | --- | --- | --- | ---- |
| Bodø/Glimt   | XXX | 3-1 | 2-1 | 2-0 | 1-0 | 2-1 | 2-2 | 1-1 | 1-1 | 3-2 | 2-0 | 3-2 | 1-2 | 2-1  |
| Brann        | 4-1 | XXX | 4-2 | 4-1 | 2-1 | 2-0 | 3-4 | 0-0 | 1-2 | 1-1 | 1-1 | 1-1 | 1-0 | 1-2  |
| Fredrikstad  | 2-0 | 1-0 | XXX | 2-1 | 1-0 | 0-2 | 2-1 | 1-1 | 0-3 | 2-1 | 2-0 | 1-0 | 2-1 | 5-0  |
| HamKam       | 2-2 | 0-0 | 1-1 | XXX | 1-2 | 3-2 | 0-1 | 2-1 | 0-2 | 1-1 | 0-1 | 3-2 | 1-1 | 2-1  |
| Lillestrøm   | 3-0 | 1-1 | 1-2 | 0-0 | XXX | 0-1 | 1-1 | 6-2 | 1-1 | 3-0 | 1-1 | 2-0 | 1-2 | 4-1  |
| Lyn          | 3-1 | 1-1 | 0-0 | 2-1 | 1-0 | XXX | 1-3 | 1-2 | 0-2 | 3-2 | 3-3 | 1-1 | 2-0 | 3-0  |
| Molde        | 1-2 | 3-2 | 1-2 | 2-0 | 1-1 | 0-1 | XXX | 1-2 | 0-0 | 0-0 | 0-0 | 2-3 | 5-1 | 0-0  |
| Rosenborg    | 1-3 | 1-1 | 1-2 | 4-0 | 4-0 | 2-1 | 3-1 | XXX | 1-2 | 1-1 | 0-1 | 2-0 | 2-1 | 3-1  |
| Stabæk       | 4-1 | 3-0 | 5-1 | 3-0 | 4-2 | 1-1 | 4-0 | 1-0 | XXX | 6-0 | 2-4 | 0-0 | 6-2 | 2-1  |
| Strømsgodset | 1-2 | 2-0 | 1-0 | 1-2 | 2-1 | 2-1 | 4-0 | 3-2 | 0-0 | XXX | 1-3 | 3-2 | 1-3 | 0-1  |
| Tromsø       | 0-0 | 0-0 | 0-1 | 2-1 | 0-1 | 2-0 | 4-4 | 4-0 | 1-0 | 2-0 | XXX | 0-1 | 2-0 | 1-0  |
| Viking       | 2-0 | 1-2 | 1-1 | 3-0 | 0-0 | 2-0 | 3-3 | 0-1 | 4-1 | 1-0 | 2-1 | XXX | 2-3 | 2-1  |
| Vålerenga    | 0-0 | 0-1 | 1-1 | 3-0 | 3-1 | 1-2 | 1-2 | 1-1 | 2-1 | 1-2 | 0-0 | 0-1 | XXX | 1-0  |
| Aalesund     | 1-0 | 4-2 | 0-0 | 5-0 | 3-0 | 0-4 | 1-1 | 1-2 | 1-2 | 3-1 | 1-3 | 1-2 | 0-0 | XXX  |

## Máximos goleadores
16 goles
- Daniel Nannskog (Stabæk)

12 goles
- José Mota (Molde)
- Johan Andersson (Stabæk)

11 goles
- Thorstein Helstad (Brann)
- Olivier Occean (LSK)

10 goles
- Garðar Jóhannsson (FFK)
- Morten Moldskred (Tromsø)
- Trond Olsen (Bodø/Glimt)
- Steffen Iversen (RBK)
- Veigar Páll Gunnarsson (Stabæk)
- Espen Hoff (Lyn)

9 goles
- Alanzinho (Stabæk)
- David Nielsen (SIF)
- Mohammed Abdellaoue (VIF)
- Tor Hogne Aarøy (AaFK)

8 goles
- Arild Sundgot (LSK)
- Sigurd Rushfeldt (Tromsø)

7 goles
- Mame Biram Diouf (Molde)
- Kim Holmen (Lyn)

6 goles
- Jan-Derek Sørensen (Bodø/Glimt)
- Odion Jude Ighalo (Lyn)
- Martin Fillo (Viking)
- Didier Ya Konan (RBK)

| 5 goles - Olivier Karekezi (HamKam) - Bengt Sæternes (VIF) - Alexander Ødegaard (Viking) | 5 goles (cont.) - Diego Silva (AaFK) - Birkir Bjarnason (Bodø/Glimt) - Tarik Elyounoussi (FFK) | 5 goles (cont.) - Nicolai Stokholm (Viking) - Thiago Martins (Bodø/Glimt) - Stig Johansen (Bodø/Glimt) |